# HNLMS O 13
Le HNLMS O 13 ou Hr.Ms. O 13 (Pennant number: N13) est un sous-marin de la classe O 12 de la Koninklijke Marine qui a servi pendant la Seconde Guerre mondiale.
Il a été construit par la Koninklijke Maatschappij De Schelde de Flessingue et est l'un des nombreux navires néerlandais à avoir servi dans des convois pendant la guerre civile espagnole. Au moment de l'invasion allemande des Pays-Bas, le O 13 était en patrouille au large des côtes néerlandaises et a été attaqué par des avions allemands à de multiples reprises. Après s'être enfui en Angleterre, le sous-marin a été perdu lors d'une patrouille en mer du Nord.

## Histoire

### Avant la Seconde Guerre mondiale
Le 26 septembre 1933, le O 13 a croisé un bateau de pêche, HD 7, en provenance de Den Helder dans le Schulpengat, et a coulé le HD 7. Avec son navire-jumeau (sister ship) le O 15, le O 13 a participé à l'Exposition internationale de Bruxelles en 1935. Plus tard cette année-là, le O 13, avec les navires néerlandais O 12, O 15, Hertog Hendrik, Van Ghent, Kortenaer et Z 5, a fait le tour de la mer du Nord, faisant escale à Göteborg et Oslo. En 1937, le O 13 a fait du convoyage dans le détroit de Gibraltar pendant la guerre civile espagnole, avec Hertog Hendrik, Johan Maurits van Nassau, Nautilus, Java et O 15.

### Pendant la Seconde Guerre mondiale
Lors de l'attaque allemande sur les Pays-Bas en 1940, le O 13 patrouillait le long de la côte néerlandaise et fut attaqué à plusieurs reprises par des avions allemands. Le 10 mai 1940, il s'embarque pour l'Angleterre, escorté par le dragueur de mines Jan van Gelder, et arrive à Portsmouth le lendemain. Pendant l'évacuation de Dunkerque et de Bordeaux, le O 13 est en patrouille dans la Manche. Après la chute de la France, le O 13 a été transféré à la 9e flottille de sous-marins basée à Dundee, en Écosse, avec les autres sous-marins néerlandais O 20, O 21, O 23 et O 24. Le O 13 a effectué sa première patrouille à partir de Dundee le 12 juin 1940 et a disparu. Le sous-marin a été présumé perdu le 22 juin 1940.
Comme il n'existe pas de documents allemands indiquant que le O 13 a été coulé, on suppose que le sous-marin a heurté une mine, ce qui est tout à fait possible puisque le O 13 patrouillait dans une zone connue pour avoir été minée, peut-être le même champ de mines où le sous-marin polonais ORP Orzeł a été perdu. Une autre possibilité est que le O 13 ait été percuté par le sous-marin polonais ORP Wilk, qui a déclaré avoir heurté un sous-marin non identifié le 20 juin à 0h25, mais ce sous-marin aurait eu un canon de pont monté à l'avant de la tour de contrôle kiosque et le O 13 n'en avait pas. De plus, la dernière analyse des dommages subis par le Wilk montre la possibilité la plus probable qu'il soit entré en collision avec une bouée allemande de protection des champs de mines plutôt qu'avec un sous-marin. Les recherches de l'épave du O 13 dans la zone de la collision signalée par le Wilk ont été infructueuses.

### Monument et mémoire
En septembre 2009, le Dundee International Submarine Memorial a été dédié à la mémoire des 296 marins et commandos qui ont servi dans les sous-marins opérant à partir de la ville de Dundee et qui ne sont pas revenus, parmi lesquels les équipages des O 13 et O 22. Le O 22 était situé près de la Norvège en 1993. Le O 13 est dit "toujours en patrouille", car c'est le dernier sous-marin néerlandais encore recherché, parmi les sept sous-marins que la Marine royale néerlandaise a perdus pendant la Seconde Guerre mondiale. En septembre 2012, la Marine royale néerlandaise a annoncé qu'elle renouvellerait les recherches avec de nouveaux équipements de pointe,.

## Commandants
- Luitenant ter zee 2e klasse (Lt.) Johannes Frans van Dulm de 1938 au 6 octobre 1939
- Luitenant ter zee 1e klasse (Lt.Cdr.) Eduard Herbert Vorster du 6 octobre 1939 au 25 juin 1940

## Patrouilles
Le HNLMS O 13 a réalisé une patrouille partielle avant de disparaître.

## Palmarès
Le HNLMS O 13 a coulé un bateau de pèche: le HD 7 le 26 septembre 1933.